# Nicholas Johnson
Nicholas Johnson (* 25. srpna 1986, Windsor, USA) je americký lední hokejista.

## Kluby podle sezón
- 2006/2007 Sacred Heards University
- 2007/2008 Sacred Heards University
- 2008/2009 Sacred Heards University
- 2009/2010 Sacred Heards University
- 2010/2011 HC Plzeň 1929
- 2011/2012 HC Plzeň 1929
- 2012/2013 HC Škoda Plzeň
- 2013/2014 HC Škoda Plzeň
- 2014/2015 HC Škoda Plzeň
- 2015/2016 HC Škoda Plzeň
- 2016/2017 HC Škoda Plzeň